# Gran Premi de Beuvry-la-Forêt
El Gran Premi de Beuvry-la-Forêt és una competició ciclista d'un sol dia que es disputa anualment per les carreteres del voltant de Beuvry-la-Forêt, al departament del Nord, França, durant el mes de juny. De 2005 a 2007 va formar part del calendari de l'UCI Europa Tour.

## Palmarès després del 1988
| Any  | Vencedor               | Segon               | Tercer               |
| ---- | ---------------------- | ------------------- | -------------------- |
| 1988 | Philippe Duhamel       |                     |                      |
| 1989 | Jean-François Laffillé |                     |                      |
| 1990 | Wim Omloop             | Fabrice Debrabant   | Chris Peers          |
| 1991 | Naglis Tsipiliauskas   | Linas Knistaustas   | Artūras Kasputis     |
| 1992 | Albert Delrue          | Joona Laukka        | Zdzisław Wrona       |
| 1993 | Artūras Kasputis       | Remigius Lupeikis   | Fabrice Debrabant    |
| 1994 | Remigius Lupeikis      | Grégory Barbier     | Artūras Trumpauskas  |
| 1995 | Jean-Claude Thilloy    | Jean-Philippe Loy   | Nicolas L'Hote       |
| 1996 | Romāns Vainšteins      | Thierry Bricaud     | Danny In 't Ven      |
| 1997 | Denis Dugouchet        | Philippe Duhamel    | Jean-Michel Thilloy  |
| 1998 | Fabrice Debrabant      | Jean-Claude Thilloy | Saulius Ruškys       |
| 1999 | Raimondas Vilčinskas   | Saulius Ruškys      | Nicolas L'Hote       |
| 2000 | Pascal Carlot          | Gregory Faghel      | Nicolas L'Hote       |
| 2001 | Jurgen De Buysschere   | Nicolas L'Hote      | Ivan Moreau          |
| 2002 | Danny In 't Ven        | Tom De Meyer        | Serge Oger           |
| 2003 | Aivaras Baranauskas    | Frédéric Delalande  | Antoine Nys          |
| 2004 | Stéphane Pétilleau     | Martial Locatelli   | Frédéric Mille       |
| 2005 | Maint Berkenbosch      | Mickaël Delattre    | Stéphane Bonsergent  |
| 2006 | Jean Zen               | Sergey Kolesnikov   | Anthony Jaunet       |
| 2007 | Vytautas Kaupas        | Mindaugas Striška   | Michel Lelièvre      |
| 2008 | Aivaras Baranauskas    | Florian Vachon      | Jean-Marc Bideau     |
| 2009 | Gaylord Cumont         | Dimitry Samokhvalov | Kalle Kriit          |
| 2010 | Pierre-Luc Périchon    | Mickael Olejnik     | Kévin Lalouette      |
| 2011 | Jocelyn Lemperriere    | Mickael Olejnik     | Romain Fondard       |
| 2012 | Alexandre Gratiot      | Mathieu Desniou     | Ryan Aitcheson       |
| 2013 | Méven Lebreton         | Benoît Daeninck     | Nicolas Garbet       |
| 2014 | Vincent Ginelli        | Benoît Daeninck     | Oskar Nisu           |
| 2015 | Alexandre Gratiot      | Joonas Jõgi         | Benjamin Le Roscouët |